# Hahota Jóga
A Hahota jóga (Laughter Yoga) egy indiai orvos szellemi terméke, találmánya. Dr. Madan Kataria sokat olvasott orvosi szaklapokban a nevetésnek az emberi szervezetre gyakorolt jótékony hatásáról és úgy döntött, hogy páciensei között, illetve Mumbaiban az utca emberei között növelni fogja a napi nevetés mennyiségét, tanulmányozva az egészségükre gyakorolt hatásokat. A rendelőjétől nem messze lévő parkban összeszedett néhány tébláboló embert, elmesélte nekik a tervét és elkezdték a közös nevetést. Eleinte az arra járók jókat derültek rajtuk, illetve kifigurázták őket, de később ők is csatlakoztak a vidám csapathoz. A Hahota jóga ekkor még néhány bevezető jógalégzés gyakorlatból, majd az ezt követő viccekből állt. Doktor Kataria akkor szembesült az első problémával, amikor két hét után kifogytak az indiai viccekből és így a „jármű üzemanyag nélkül maradt”. Keresni kellett valami más megoldást, amivel az embereket nevetésre lehet ingerelni, ezért aztán olyan vidám gyakorlatokat talált ki, amelyek az embereket spontán módon nevetésre bírta.
A Hahota Jóga egy mesterségesen és spontán nevetést kiváltó gyakorlatokra épülő nevető edzés. Előnye, hogy az ön-gerjesztett nevetés könnyen átalakul valódi, őszinte, természetes kacagássá, főleg, ha azt társaságban művelik. 
Aki megpróbál minden ok nélkül másokkal együtt nevetni, annak feloldódnak a gátlásai és szabadon áradhat lelke mélyéből a jókedvű nevetés. A Hahota Jóga egy módszer a stressz egészségkárosító hatásainak kivédésére, a betegségek megelőzésére. Javul a probléma megoldó képesség és könnyebben birkózik meg az ember a nehézségeinkkel is. A foglalkozást követően - a résztvevők elmondása alapján - jelentősen javul az általános közérzet, megnő a tolerancia mások iránt, növekszik a testi és mentális terhelhetőség, javul a stressztűrő képesség.[forrás?]
A Nevető Jóga egyúttal olyan természetes folyamatokat is generál az emberi szervezetben, amely az egészségi állapot javulását, a gyógyulást segíti elő. Jelentős kalória leadással jár, kitűnő kiegészítője bármilyen diétának, fogyókúrának. Végül, de nem utolsósorban javítja a külső megjelenést. Tiszta, sugárzó, nyílt tekintetet varázsol, ami fiatalít, szépít, javítja a testtartást, lélek simogató hatású és növeli az ember önbecsülését.[forrás?]

## További információ
- Mit jelent, és hogyan alakult ki a Hahota Jóga?
- A nevetés belső kocogás
- Hivatalos weblap: Dr Kataria Laughter Yoga Iskolájának honlapja